# Aprostocetus yerbamatei
Aprostocetus yerbamatei is een vliesvleugelig insect uit de familie Eulophidae. De wetenschappelijke naam is voor het eerst geldig gepubliceerd in 2011 door Triapitsyn.